# 1919年ピューリッツァー賞
1919年ピューリッツァー賞（1919ねんピューリッツァーしょう）は、1918年1月1日から12月31日までの活動を対象とする第3回目のピューリッツァー賞である。

## 報道部門
- 公益
  - ミルウォーキー・ジャーナル紙。ウィスコンシン州にあるこの新聞社は移民生まれをビジネス面で疎外する当時のアメリカの傾向に対し、移民も含めたアメリカ国民によるアメリカ主義の実現のためキャンペーンを行った。

## 文学芸能部門
- 小説
  - ブース・ターキントン 「素晴らしいアンバーソン家の人々」 3部作になっており、南北戦争の終結から20世紀初頭までを通じ、アンバーソン家という名門の家庭を通じてアメリカの変化を描き出した。後に1942年に映画化される。
- 伝記
  - ヘンリー・アダムス 「ヘンリー・アダムスの教育」 著者、ヘンリー・アダムスが生き抜いた19世紀を題材とし、その時代における伝統的教育がいかに変化するアメリカ社会にそぐわないものなのか、明らかにした作品。